# 布法羅鎮區 (密蘇里州摩根縣)
布法羅鎮區（英語：Buffalo Township）是位於美國密蘇里州摩根縣的一個行政鎮區。

## 地方資料
布法羅鎮區的面積為293.98平方千米，當中陸地面積為279.92平方千米，而水域面積為14.06平方千米。根據2020年美國人口普查的數據，當地共有人口2275人，而人口密度為每平方千米7.74人。